# Reka (Jezersko)
Reka je gorski potok, ki izvira ob vzhodnih pobočjih gore Storžič in teče po dolini Podstoržič. Pri zaselku Dol se Reki pridruži še Zabukovški potok (s predhodnim pritokom Ilovnat graben). Reka se pri naselju Spodnje Jezersko kot desni pritok izliva v reko Kokro.